# Invasão japonesa de Taiwan (1874)
A expedição punitiva japonesa a Taiwan em 1874, referida no Japão como Expedição a Taiwan (em japonês: Taiwan Shuppei (台湾出兵)) e em Taiwan e na China continental como Incidente de Mudan  (chinês: 牡丹社事件), foi uma expedição punitiva lançada pelos japoneses em retaliação pelo assassinato de 54 marinheiros de Ryukyu por aborígenes Paiwan no extremo sudoeste de Taiwan, em dezembro de 1871.
O sucesso da expedição, que marcou o primeiro avanço ultramarino do Exército Imperial Japonês e da Marinha Imperial Japonesa, revelou a fragilidade da soberania da dinastia Qing em Taiwan e encorajou ainda mais o aventureirismo japonês. Diplomaticamente, o imbróglio do Japão com a China em 1874 foi finalmente resolvido por uma arbitragem britânica em que a China Qing concordou em compensar o Japão por danos materiais. Alguns termos ambíguos nas condições pactuadas foram posteriormente argumentados pelo Japão como sendo a confirmação da renúncia chinesa da soberania sobre as ilhas Ryukyu, abrindo o caminho para a incorporação japonesa de facto de Ryukyu em 1879.